# Stegotherium
Lo stegoterio (gen. Stegotherium) è un mammifero xenartro estinto, appartenente ai dasipodidi. Visse nel Miocene inferiore (circa 17 - 16 milioni di anni fa) e i suoi resti fossili sono stati ritrovati in Sudamerica.

## Descrizione
Questo animale, lungo circa 1 metro, assomigliava molto agli armadilli attuali. Era dotato di un cranio allungato e sottile rivolto leggermente verso l'alto, dotato di pochi e piccoli denti nella parte posteriore. Il corpo era protetto da piastre quadrangolari, che formavano una corazza mobile. Probabilmente il sistema pilifero era ben sviluppato. Rispetto agli armadilli attuali come Dasypus e Priodontes, il cranio di Stegotherium mostra un allungamento e un assottigliamento del rostro più estremi, che lo rendevano simile a quello di un formichiere. 

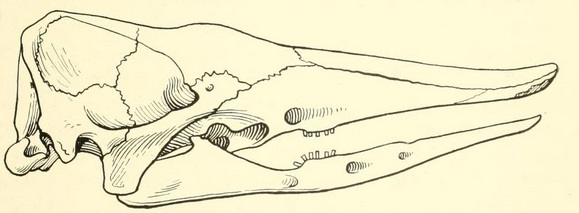
Ricostruzione del cranio di Stegotherium

## Classificazione
Descritto per la prima volta da Florentino Ameghino nel 1887, Stegotherium era un tipico armadillo del Miocene inferiore dell'Argentina. La specie tipo è la ben conosciuta Stegotherium tessellatum, ma oltre a questa si conoscono S. notohippidensis, S. simplex, S. caroloameghinoi, S. pascuali, S. tauberi e S. variegatum, tutte provenienti da terreni miocenici argentini. Stegotherium fa parte di un gruppo di armadilli noti come Stegotheriini, caratterizzati dal notevole allungamento del muso e dall'estrema riduzione della dentatura. 

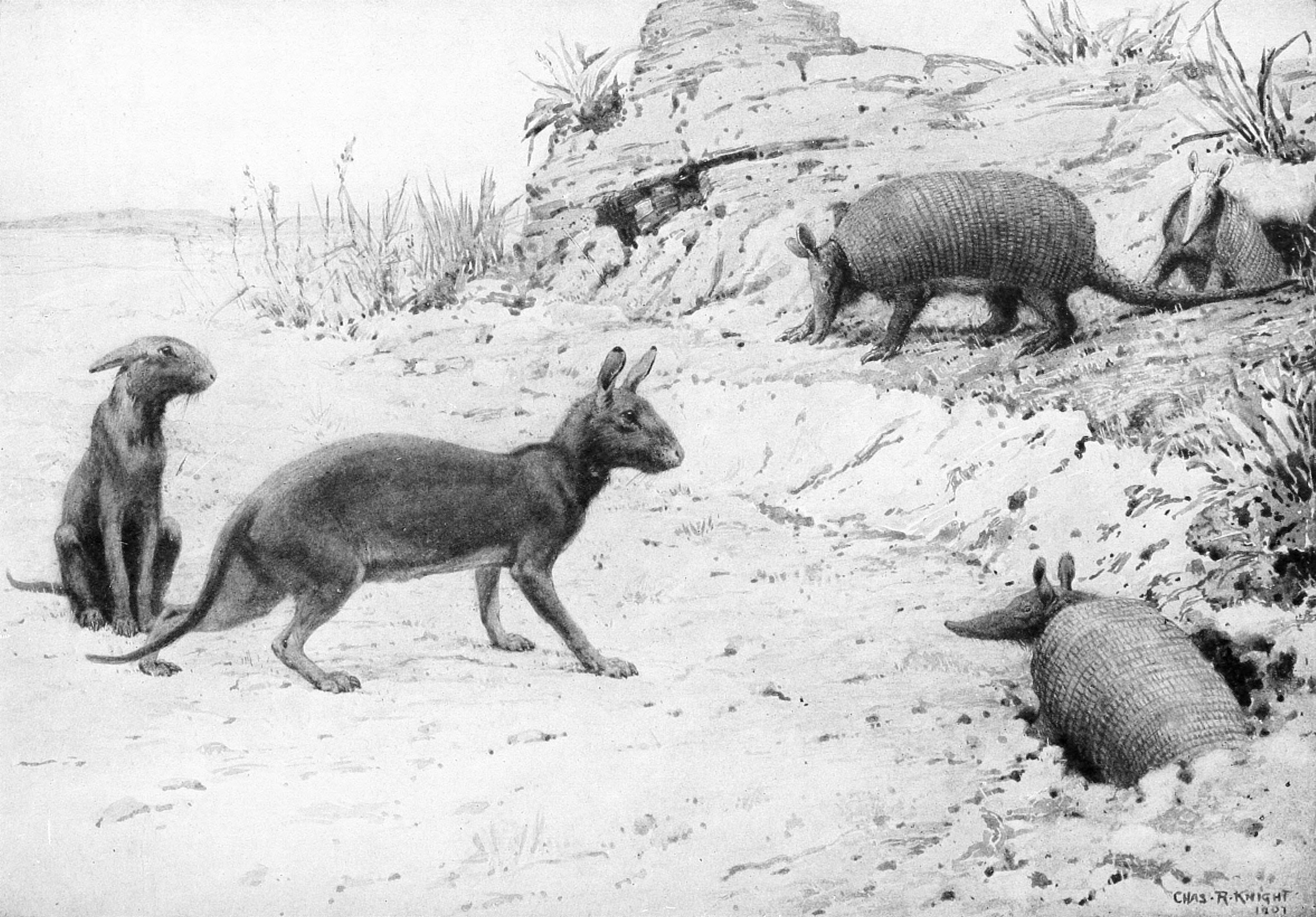
Ricostruzione di Stegotherium insieme al notoungulato Protypotherium

## Paleoecologia
La particolare conformazione del rostro e della dentatura di Stegotherium indicano che questo animale doveva esercitare un movimento boccale principalmente in direzione anteroposteriore, e probabilmente si nutriva di formiche. Si suppone che l'ambiente in cui viveva Stegotherium fosse caldo-umido (Vizcaino, 1994).